# پونتزانو دی فرمو
پونتزانو دی فرمو (به ایتالیایی: Ponzano di Fermo) یک کومونه در ایتالیا است که در استان فرمو واقع شده‌است. پونتزانو دی فرمو ۱۴٫۴ کیلومتر مربع مساحت و ۱٬۶۲۳ نفر جمعیت دارد و ۲۴۸ متر بالاتر از سطح دریا واقع شده‌است.